# شون كوكس
شون كوكس (بالإنجليزية: Sean Cox)‏ هو قاضي ومحامي أمريكي، ولد في 24 سبتمبر 1957 في ديترويت في الولايات المتحدة.